# Svāmī Satcidānandendra Sarasvatī

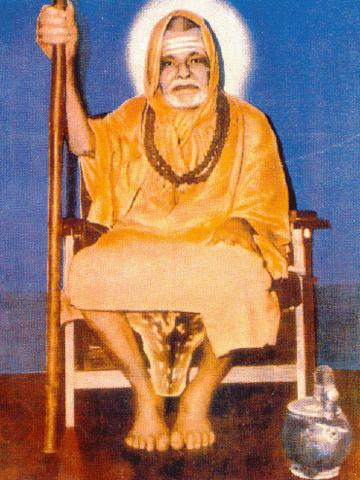
Śrī Svāmī Satcidānandendra Sarasvatī

Śrī Svāmī Satcidānandendra Sarasvatī (5 de janeiro de 1880 - 5 de agosto de 1975) foi um erudito e saṃnyāsin da tradição Advaita Vedānta. Em 1920 estabeleceu a Fundação Adhyatma Prakasha Karyalaya em Holenarasipura, distrito de Hassan, Karnataka, Índia. Escreveu mais de 200 obras em sânscrito, inglês e canarês. É também considerado um grande defensor e preservador da tradição Advaita Vedānta, denunciando suas falsas interpretações e demonstrando a autêntica doutrina de Śaṃkarācārya.

### Principais obras:[2]
- Mūlāvidyānirāsa
- Vedānta Prakriyā Pratyabhijñā
- Māṇḍūkya Rahasya Vivṛtiḥ
- Sugamā
- Sūtra Bhāṣya Artha Tattva Vivecanī (3 volumes)
- Kleśāpahāriṇī
- Viśuddha Vedānta Sāraḥ
- Viśuddha Vedānta Paribhāṣā
- Pañcapādika Prasthānam
- Essays on Vedanta
- How to Recognize the Method of Vedānta
- Misconceptions About Śaṅkara
- Śuddha Śāṅkara Prakriyā Bhāskara
- Paramārtha Ciṃtāmaṇi
- Śri Śaṅkara Bhagavatpāda Vṛttānta Sāra Sarvasva